# Rancho Santa Fe Land and Improvement Company Office
Rancho Santa Fe Land and Improvement Company Office  es un edificio histórico ubicado en Rancho Santa Fe, California.  Rancho Santa Fe Land and Improvement Company Office se encuentra inscrito  en el Registro Nacional de Lugares Históricos desde el 05 de agosto de 1991. Lilian Jenette fue el arquitecto quién diseñó Rancho Santa Fe Land and Improvement Company Office.

## Ubicación
Rancho Santa Fe Land and Improvement Company Office se encuentra dentro del condado de San Diego en las coordenadas 33°01′10″N 117°12′11″O / 33.019444, -117.203056.